# Sphenomorphus oligolepis
Espèce
Synonymes
- Lygosoma oligolepis Boulenger, 1914

Sphenomorphus oligolepis est une espèce de sauriens de la famille des Scincidae.

## Répartition
Cette espèce est endémique de Nouvelle-Guinée. Elle se rencontre dans les bassins des rivières Lorentz et Mimika.

## Description
C'est un saurien ovipare.

## Publication originale
- Boulenger, 1914 : An annotated list of the batrachians and reptiles collected by the British Ornithologists' Union Expedition and the Wollaston Expedition in Dutch New Guinea. Transactions of the Zoological Society of London, vol. 20, no 5, p. 247-274  (texte intégral).